# Hosius z Córdoby
Hosius z Córdoby (257 v římské provincii Hispania – 357/358/359? v Córdobě), někdy též přepisován Osius, byl biskup, který předsedal Prvnímu nikajskému koncilu roku 325.
Nic neznáme o jeho mládí. Roku 296 byl vysvěcen na biskupa. Během pronásledování za císaře Maximiniana byl mučen a zařadil se tak mezi vyznavače církve. Panuje jistota o jeho účasti na synodě v Elviře roku 306. Mezi lety 312 až 326 sloužil Hosius jako poradce na dvoře Konstantinově. Císař jej roku 324 vyslal jako legáta na Východ, kde měl za úkol ukončit rozepře ohledně ariánské kontroverze. Na konci roku předsedal místní synodě v Alexandrii a následujícího roku na provinční synodě v Antiochii. V létě téhož roku pak předsedal prvnímu z koncilů, které církev považuje za ekumenické, totiž v Nikaji, kde ovlivnil debatu o shodě na pojmu homoúsios.
Roku 342/343 předsedal Hosius synodě v Serdice (dnešní Sofia), kde podnítil vznik vícero kánonů, mezi nimi kánon, jenž stanovil, že nejvyšší odvolací instancí v církvi je církev římská.
V letech 353 až 356 vzdoroval plánům císaře Constantia II. přimět západní biskupy k odsouzení alexandrijského biskupa Atanáše, stoupence nikajského vyznání; v tomto období zaslal císaři list, v němž odsuzuje jeho vměšování do záležitostí církve. Byl proto roku 356 povolán ke dvoru v Sirmiu a držen zde celý rok jako vězeň. Zde byl zlomen jeho odpor a Hosius podepsal silně ariánskou formuli (357), díky tomuto podpisu se směl navrátit do své diecéze. Synoda hispánských biskupů Hosia za toto počínání odsoudila a nařídila, aby Hosiovo jméno nebylo zapsáno v diptyších córdobské církve. Hosius před svou smrtí svůj podpis pod sirmijskou formulí odvolal.
Řekové dnes uctívají Hosia jako svatého, avšak západní církev jej dodnes nepojala do svého martyrologia.